# Lago Las Ardillas
El lago Las Ardillas es un cuerpo de agua superficial léntico perteneciente a la cuenca del río Baker (que desagua al lago O'Higgins), que está ubicado 15 km al sureste de Villa Cerro Castillo en la Región de Aysén de Chile.

## Población, economía y ecología
SERNATUR la describe como:: 35 
Pequeño lago ubicado al sureste del río Ibáñez y el camino austral. Este lago junto a otros lagos como el Central, Alto y Lapparent conforman un atractivo circuito para la práctica de la pesca recreativa en su modalidad embarcado. En los alrededores se pueden realizar otro tipo de actividades como trekking y cabalgatas. Por el lugar cruza el trazado del Sendero de Chile.